# محمد الشیخ المهدی
محمد الشیخ المهدی یا ابو عبدالله الشیخ محمد بن یحیی (انگلیسی: Abu Abd Allah al-Sheikh Muhammad ibn Yahya; نامشخص – ۱۵۰۴) اولین سلطان وطاسیان مراکش از سال ۱۴۷۲ تا ۱۵۰۴ بود.